# ヘナート・モイカノ
ヘナート・モイカノ（Renato Moicano、1989年5月21日 - ）は、ブラジルの男性総合格闘家。ブラジリア出身。アメリカ合衆国フロリダ州在住。アメリカン・トップチーム所属。UFC世界ライト級ランキング11位。ヘナト・モイカノとも表記される。

## 来歴
裕福な家庭に生まれ、8歳の時に柔道を始めた。弁護士になるために大学へ通ったが、総合格闘技のキャリアを追求することを決意し2年で中退した。2010年にプロ総合格闘技デビュー。ジャングル・ファイトで勝ち星を積み、2014年にはフェザー級暫定王座に就いた。

### UFC
2014年9月24日、UFC初参戦となったUFC Fight Night: Machida vs. Dollawayでトム・ニーニマキと対戦し、2Rにリアネイキドチョークで一本勝ち。
2017年4月15日、UFC on FOX 24でフェザー級ランキング5位のジェレミー・スティーブンスと対戦し、番狂わせとなる2ｰ1の判定勝ちを収めた。
2017年7月29日、UFC 214でフェザー級ランキング8位のブライアン・オルテガと対戦。キャリア無敗同士の対決となったが、3Rにギロチンチョークで一本負け。ファイト・オブ・ザ・ナイトを受賞した。
オルテガに敗れた後、練習環境を変えることを決意し、2017年末にフロリダへ移り、アメリカン・トップチームに移籍した。
2018年4月7日、UFC 223でフェザー級ランキング13位のカルヴィン・ケイターと対戦し、3-0の判定勝ち。
2018年8月4日、UFC 227でフェザー級ランキング5位のカブ・スワンソンと対戦。1Rにジャブでダウンを奪いグラウンドへ持ち込み、リアネイキドチョークで一本勝ち。パフォーマンス・オブ・ザ・ナイトを受賞した。
2019年2月2日、UFC Fight Night: Assunção vs. Moraes 2でフェザー級ランキング2位のジョゼ・アルドと対戦し、2Rにスタンドパンチ連打でTKO負け。
2019年6月22日、UFC Fight Night: Moicano vs. Korean Zombieでフェザー級ランキング12位のジョン・チャンソンと対戦し、右フックでダウンを奪われパウンドで開始58秒のTKO負け。
2020年3月14日、ライト級転向初戦となったUFC Fight Night: Lee vs. Oliveiraでダミア・ハゾビックと対戦し、リアネイキドチョークで開始44秒の一本勝ち。
2022年3月5日、UFC 272でライト級ランキング6位のハファエル・ドス・アンジョスと対戦し、0-3の5R判定負け。新型コロナウイルスに感染し欠場したラファエル・フィジエフの代役を受けての緊急出場であった。
2024年2月3日、UFC Fight Night: Dolidze vs. Imavovでライト級ランキング15位のドリュー・ドーバーと対戦し、3-0の判定勝ち。
2024年4月13日、UFC 300でライト級ランキング10位のジェイリン・ターナーと対戦。1R終盤に左ストレートでダウンを奪われるも、2RにパウンドでTKO勝ち。
2024年9月28日、UFC Fight Night: Moicano vs. Saint Denisでライト級ランキング12位のブノワ・サン＝デニと対戦。1R早々にテイクダウンを奪いパウンドと肘打ちで一方的に攻め、2R終了後に右目が塞がったサン＝デニにドクターストップがかかりTKO勝ち。
2025年1月18日、UFC 311のUFC世界ライト級タイトルマッチで王者イスラム・マカチェフと対戦し、ダースチョークで1R一本負け。王座獲得に失敗した。当初は同大会でライト級ランキング9位のベニール・ダリウシュと対戦予定であったが、マカチェフと対戦予定であったアルマン・ツァルキヤンが大会前日に背中の負傷により欠場したため、モイカノが代役に抜擢された。

## 人物・エピソード
- リングネームの「モイカノ（Moicano）」は、子供時代の髪型（モヒカン刈り）に由来する[1]。
- 既婚者であり、一人息子がいる。

## 戦績
| 総合格闘技 戦績 | 総合格闘技 戦績 | 総合格闘技 戦績 | 総合格闘技 戦績 | 総合格闘技 戦績 | 総合格闘技 戦績 | 総合格闘技 戦績 |
| --------------- | --------------- | --------------- | --------------- | --------------- | --------------- | --------------- |
| 28 試合         | (T)KO           | 一本            | 判定            | その他          | 引き分け        | 無効試合        |
| 20 勝           | 2               | 10              | 8               | 0               | 1               | 0               |
| 7 敗            | 3               | 2               | 2               | 0               | 1               | 0               |

| 勝敗 | 対戦相手                     | 試合結果                          | 大会名                                                           | 開催年月日     |
| ×    | ベニール・ダリウシュ         | 5分3R終了 判定0-3                 | UFC 317: Topuria vs. Oliveira                                    | 2025年6月28日  |
| ×    | イスラム・マカチェフ         | 1R 4:05 ダースチョーク            | UFC 311: Makhachev vs. Moicano 【UFC世界ライト級タイトルマッチ】 | 2025年1月18日  |
| ○    | ブノワ・サン＝デニ           | 2R 5:00 TKO（ドクターストップ）   | UFC Fight Night: Moicano vs. Saint Denis                         | 2024年9月28日  |
| ○    | ジェイリン・ターナー         | 2R 4:11 TKO（パウンド）           | UFC 300: Pereira vs. Hill                                        | 2024年4月13日  |
| ○    | ドリュー・ドーバー           | 5分3R終了 判定3-0                 | UFC Fight Night: Dolidze vs. Imavov                              | 2024年2月3日   |
| ○    | ブラッド・リデル             | 1R 3:20 リアネイキドチョーク      | UFC 281: Adesanya vs. Pereira                                    | 2022年11月12日 |
| ×    | ハファエル・ドス・アンジョス | 5分5R終了 判定0-3                 | UFC 272: Covington vs. Masvidal                                  | 2022年3月5日   |
| ○    | アレクサンダー・ヘルナンデス | 2R 1:23 リアネイキドチョーク      | UFC 271: Adesanya vs. Whittaker 2                                | 2022年2月12日  |
| ○    | ジャイ・ハーバート           | 2R 4:34 リアネイキドチョーク      | UFC Fight Night: Gane vs. Volkov                                 | 2021年6月26日  |
| ×    | ラファエル・フィジエフ       | 1R 4:05 KO（左フック）            | UFC 256: Figueiredo vs. Moreno                                   | 2020年12月12日 |
| ○    | ダミア・ハゾビック           | 1R 0:44 リアネイキドチョーク      | UFC Fight Night: Lee vs. Oliveira                                | 2020年3月14日  |
| ×    | ジョン・チャンソン           | 1R 0:58 TKO（右フック→パウンド）  | UFC Fight Night: Moicano vs. Korean Zombie                       | 2019年6月22日  |
| ×    | ジョゼ・アルド               | 2R 0:44 TKO（スタンドパンチ連打） | UFC Fight Night: Assunção vs. Moraes 2                           | 2019年2月2日   |
| ○    | カブ・スワンソン             | 1R 4:15 リアネイキドチョーク      | UFC 227: Dillashaw vs. Garbrandt 2                               | 2018年8月4日   |
| ○    | カルヴィン・ケイター         | 5分3R終了 判定3ｰ0                 | UFC 223: Khabib vs. Iaquinta                                     | 2018年4月7日   |
| ×    | ブライアン・オルテガ         | 3R 2:59 ギロチンチョーク          | UFC 214: Cormier vs. Jones 2                                     | 2017年7月29日  |
| ○    | ジェレミー・スティーブンス   | 5分3R終了 判定2ｰ1                 | UFC on FOX 24: Johnson vs. Reis                                  | 2017年4月15日  |
| ○    | ズバイラ・ツフゴフ           | 5分3R終了 判定2ｰ1                 | UFC 198: Werdum vs. Miocic                                       | 2016年5月14日  |
| ○    | トム・ニーニマキ             | 2R 3:30 リアネイキドチョーク      | UFC Fight Night: Machida vs. Dollaway                            | 2014年9月24日  |
| ○    | イスマエル・ボンフィム       | 1R 2:59 リアネイキドチョーク      | Jungle Fight 71 【ジャングル・ファイトフェザー級暫定王座決定戦】 | 2014年7月19日  |
| ○    | ニウソン・ペレイラ           | 5分3R終了 判定3ｰ0                 | Jungle Fight 55                                                  | 2013年7月20日  |
| ○    | マウロ・ショーレ             | 2R 2:53 リアネイキドチョーク      | Jungle Fight 50                                                  | 2013年5月6日   |
| △    | フェリペ・フロエス           | 5分3R終了 判定1-0                 | Shooto Brasil 36                                                 | 2012年11月23日 |
| ○    | イリアルデ・サントス         | 5分3R終了 判定3ｰ0                 | Jungle Fight 29                                                  | 2011年6月25日  |
| ○    | ホアン・ルイス・ノゲイラ     | 5分3R終了 判定3ｰ0                 | Jungle Fight 25                                                  | 2011年2月19日  |
| ○    | エドゥアルド・フェリペ       | 2R 2:49 リアネイキドチョーク      | Jungle Fight 24                                                  | 2010年12月18日 |
| ○    | ホアン・パウロ・ロドリゲス   | 5分3R終了 判定3ｰ0                 | Jungle Fight 21                                                  | 2010年7月31日  |
| ○    | アレクサンドレ・アルメイダ   | 3R 1:56 リアネイキドチョーク      | Jungle Fight 18                                                  | 2010年5月20日  |

## 獲得タイトル
- ジャングル・ファイトフェザー級暫定王座（2014年）

## 表彰
- ブラジリアン柔術 黒帯
- ムエタイ 黒帯
- UFC ファイト・オブ・ザ・ナイト（1回）
- UFC パフォーマンス・オブ・ザ・ナイト（1回）